# Димитър Телкийски – Мечо
Димитър Николаев Телкийски е бивш български футболист, полузащитник.

## Кратка биография
Роден е на 5 май 1977 в град Пловдив. Висок 174 см, тежи 70 кг. Възпитаник на школата на Ботев Пловдив. Играл е в отборите на Чирпан и Ботев Пловдив (1996-99 – 62 мачаи 17 гола в А група). От лятото на 1999 играе в Левски София, предимно като централен и десен полузащитник.
За отбора от „Герена“ има изиграни 198 мача и отбелязани 58 гола в A група. Петкратен шампион на България през 2000, 2001, 2002, 2006 и 2007, вицешампион през 2003, 2004 и 2005, носител на купата на страната през 2000, 2002, 2003, 2005 и 2007 г.
В евротурнирите за Левски е изиграл 50 мача и е вкарал 8 гола (17 мача с 2 гола в КЕШ и 33 мача с 6 гола в турнира за купата на УЕФА).
Има 21 мача и 2 гола за националния отбор. Известен с отличните си изпълнения на преки свободни удари с десния крак. На 6 януари 2008 г. преминава в израелския Апоел (Тел Авив) заедно със сънародника и си съотборник в Левски Елин Топузаков. После отново се завръща при „сините“ за един сезон и отново отива в Израел. Завръща се през есента на 2011 г. и продължава кариерата си в Локомотив (София). Напуска отбора пред декември поради финансова криза. Седмица по-късно подписва с Черноморец (Бургас) до края на сезона. Записва само 4 мача за „акулите“, след като се контузва тежко на 21 март 2012 г. Договорът му изтича през юни и напуска бургазлии. Завръща се в Локомотив (София) в края на същия месец.

## Статистика по сезони
| Сезон    | Отбор               | Първенство           | Мачове | Голове |
| -------- | ------------------- | -------------------- | ------ | ------ |
| 1995/96  | Чирпан              | Б група              | 17     | 3      |
| 1996/97  | Ботев Пловдив       | A група              | 8      | 2      |
| 1997/98  | Ботев Пловдив       | A група              | 28     | 4      |
| 1998/99  | Ботев Пловдив       | A група              | 26     | 11     |
| 1999/00  | Левски София        | A група              | 18     | 6      |
| 2000/01  | Левски София        | A група              | 15     | 6      |
| 2001/02  | Левски София        | A група              | 30     | 4      |
| 2002/03  | Левски София        | A група              | 23     | 8      |
| 2003/04  | Левски София        | A група              | 23     | 2      |
| 2004/05  | Левски София        | A група              | 26     | 11     |
| 2005/06  | Левски София        | A група              | 26     | 11     |
| 2006/07  | Левски София        | А група              | 25     | 8      |
| 2007/08  | Левски София        | А група              | 14     | 4      |
| 2007/08  | Апоел (Тел Авив)    | Израелско първенство | 19     | 5      |
| 2008/09  | Апоел (Тел Авив)    | Израелско първенство | 30     | 5      |
| 2009     | Амкар Перм          | Руска Премиер Лига   | 4      | 0      |
| 2009/10  | Левски София        | A група              | 21     | 0      |
| 2010/11  | Апоел Рамат Ган     | Израелско първенство | 22     | 5      |
| 2011/ес. | Локомотив София     | А група              | 5      | 1      |
| 2012/пр. | Черноморец (Бургас) | А група              | 4      | 0      |
| 2012/13  | Локомотив София     | А група              | 15     | 1      |